# Siegfried Tietz
Siegfried Tietz (* 5. Mai 1936) ist ein ehemaliger deutscher Fußballspieler, der für den FC Bayern München in 69 Punktspielen in der Oberliga Süd, der seinerzeit höchsten deutschen Spielklasse, zum Einsatz kam. 

## Karriere
1948 spielte Siegfried Tietz in der Ersten Osloßer Schülermannschaft beim Sportverein Osloß 1922 e.V.
Tietz wechselte 1959 gemeinsam mit dem späteren Nationalspieler Willi Giesemann vom VfL Wolfsburg zum FC Bayern München. Für den FC Bayern München debütierte Tietz am 23. August 1959 (1. Spieltag), bei der 1:2-Niederlage gegen den FSV Frankfurt im Stadion an der Grünwalder Straße, und kam in der Saison 1959/60 an den ersten 21 Spieltagen zum Einsatz.
In der Folgesaison wurde er in 24 von 30 Punktspielen eingesetzt, einmal weniger in der Saison 1961/62. Sein letztes Punktspiel für die Bayern bestritt er am 19. August 1962 (1. Spieltag) bei der 0:5-Niederlage im Heimspiel gegen Eintracht Frankfurt an der Seite von Karl-Heinz Borutta und Werner Olk. Auf internationaler Vereinsebene bestritt er vier Spiele im Wettbewerb um den International Football Cup 1962/63.